# Biatlon la Jocurile Olimpice de iarnă din 2018 - ștafetă 4x7,5 km (masculin)
Proba de ștafetă 4x7,5 km masculin de la Jocurile Olimpice de iarnă din 2018 de la Pyeongchang, Coreea de Sud a avut loc pe 23 februarie 2018 la Alpensia Biathlon Centre.

## Program
Orele sunt orele Coreei de Sud (ora României + 7 ore).
| Dată         | Ora         | Rundă  |
| ------------ | ----------- | ------ |
| 23 februarie | 20:15–21:45 | Finală |

## Rezultate
Proba a început la ora 20:15.
| Loc | Număr de concurs | Țara                                                                                     | Timp                                      | Penalități (C+P)                         | Deficit  |
| --- | ---------------- | ---------------------------------------------------------------------------------------- | ----------------------------------------- | ---------------------------------------- | -------- |
| 1   | 3                | Suedia · Peppe Femling · Jesper Nelin · Sebastian Samuelsson · Fredrik Lindström         | 1:15:16,5 18:50,9 18:59,9 18:31,5 18:54,2 | 0+2 0+5 0+0 0+1 0+1 0+3 0+1 0+0 0+0 0+1  | –        |
| 2   | 1                | Norvegia · Lars Helge Birkeland · Tarjei Bø · Johannes Thingnes Bø · Emil Hegle Svendsen | 1:16:12,0 18:48,1 19:17,5 18:16,3 19:50,1 | 0+4 1+8 0+1 0+1 0+3 0+3 0+0 0+1 0+0 1+3  | +55,5    |
| 3   | 4                | Germania · Erik Lesser · Benedikt Doll · Arnd Peiffer · Simon Schempp                    | 1:17:23,6 18:23,6 19:48,2 18:23,8 20:48,0 | 0+3 3+7 0+0 0+1 0+0 2+3 0+0 0+0 0+3 1+3  | +2:07,1  |
| 4   | 8                | Austria · Tobias Eberhard · Simon Eder · Julian Eberhard · Dominik Landertinger          | 1:18:09,0 19:03,6 18:47,4 19:53,9 20:24,1 | 0+2 2+9 0+1 0+2 0+0 0+1 0+1 2+3 0+0 0+3  | +2:52,5  |
| 5   | 2                | Franța · Simon Desthieux · Émilien Jacquelin · Martin Fourcade · Antonin Guigonnat       | 1:18:43,1 20:12,1 19:06,0 20:01,2 19:23,8 | 0+4 3+8 0+2 2+3 0+0 0+1 0+1 1+3 0+1 0+1  | +3:26,6  |
| 6   | 17               | Statele Unite ale Americii · Lowell Bailey · Sean Doherty · Tim Burke · Leif Nordgren    | 1:19:06,7 19:14,2 19:14,0 19:32,5 21:06,0 | 2+6 0+8 0+2 0+2 0+1 0+0 0+0 0+3 2+3 0+3  | +3:50,2  |
| 7   | 11               | Cehia · Ondřej Moravec · Michal Šlesingr · Jaroslav Soukup · Michal Krčmář               | 1:19:23,6 18:58,1 18:36,5 20:40,3 21:08,7 | 0+4 2+9 0+0 0+3 0+1 0+0 0+1 1+3 0+2 1+3  | +4:07,1  |
| 8   | 16               | Belarus · Anton Smolski · Raman Yaliotnau · Sergey Bocharnikov · Vladimir Chepelin       | 1:20:06,0 18:51,4 19:55,8 21:02,4 20:16,4 | 2+6 1+6 0+0 0+1 0+1 1+3 2+3 0+1 0+2 0+1  | +4:49,5  |
| 9   | 9                | Ucraina · Artem Pryma · Serhiy Semenov · Vladimir Semakov · Dmytro Pidruchnyi            | 1:20:17,3 18:47,5 20:19,4 20:55,7 20:14,7 | 0+0 2+9 0+0 0+0 0+0 0+3 0+0 1+3          | +5:00,8  |
| 10  | 10               | Slovenia · Miha Dovžan · Klemen Bauer · Mitja Drinovec · Lenart Oblak                    | 1:20:17,3 19:33,5 19:44,1 20:23,1 20:36,6 | 0+5 1+5 0+0 0+2 0+1 1+3 0+3 0+0 0+1 0+0  | +5:00,8  |
| 11  | 12               | Canada · Christian Gow · Scott Gow · Macx Davies · Brendan Green                         | 1:20:56,8 19:11,8 19:23,3 22:16,0 20:05,7 | 0+4 1+7 0+0 0+3 0+0 0+0 0+3 1+3 0+1 0+1  | +5:40,3  |
| 12  | 5                | Italia · Thomas Bormolini · Lukas Hofer · Giuseppe Montello · Dominik Windisch           | 1:21:35,6 20:03,8 19:00,7 20:37,5 21:53,6 | 1+5 3+11 0+1 0+3 0+1 0+2 0+0 1+3 1+3 2+3 | +6:19,1  |
| 13  | 13               | Estonia · Rene Zahkna · Kalev Ermits · Roland Lessing · Kauri Kõiv                       | 1:22:26,4 19:32,7 20:05,6 21:12,2 21:35,9 | 1+5 2+10 0+2 0+2 0+0 1+3 1+3 0+2 0+0 1+3 | +7:09,9  |
| 14  | 18               | România · George Buta · Remus Faur · Gheorghe Pop · Cornel Puchianu                      | 1:22:51,1 20:32,7 20:16,9 20:25,6 21:35,9 | 0+1 2+7 0+0 0+1 0+0 0+2 0+1 0+1 0+0 2+3  | +7:34,6  |
| 15  | 6                | Elveția · Serafin Wiestner · Benjamin Weger · Jeremy Finello · Mario Dolder              | 1:23:06,1 21:30,0 19:17,2 20:22,6 21:56,3 | 2+8 3+11 2+3 0+3 0+3 0+2 0+2 0+3 0+0 3+3 | +7:49,6  |
| 16  | 7                | Bulgaria · Krasimir Anev · Anton Sinapov · Dimitar Gerdzhikov · Vladimir Iliev           | 1 tură 19:59,9 19:52,2 1 tură 0           | 1+5 2+8 0+0 1+3 0+2 0+2 1+3 1+3 0        | +9:59,7  |
| 17  | 14               | Kazahstan · Maxim Braun · Vassiliy Podkorytov · Vladislav Vitenko · Roman Yeremin        | 1 tură 20:13,2 20:55,7 1 tură 0           | 0+5 2+5 0+0 0+1 0+3 0+1 0+2 2+3 0        | +9:59,8  |
| 18  | 15               | Slovacia · Matej Kazár · Tomáš Hasilla · Šimon Bartko · Martin Otčenáš                   | 1 tură 18:42,0 22:04,0 LAP 0              | 4+6 1+5 0+0 0+0 0+3 1+3 4+3 0+2 0        | +9:59,9  |